# Abney Park (banda)

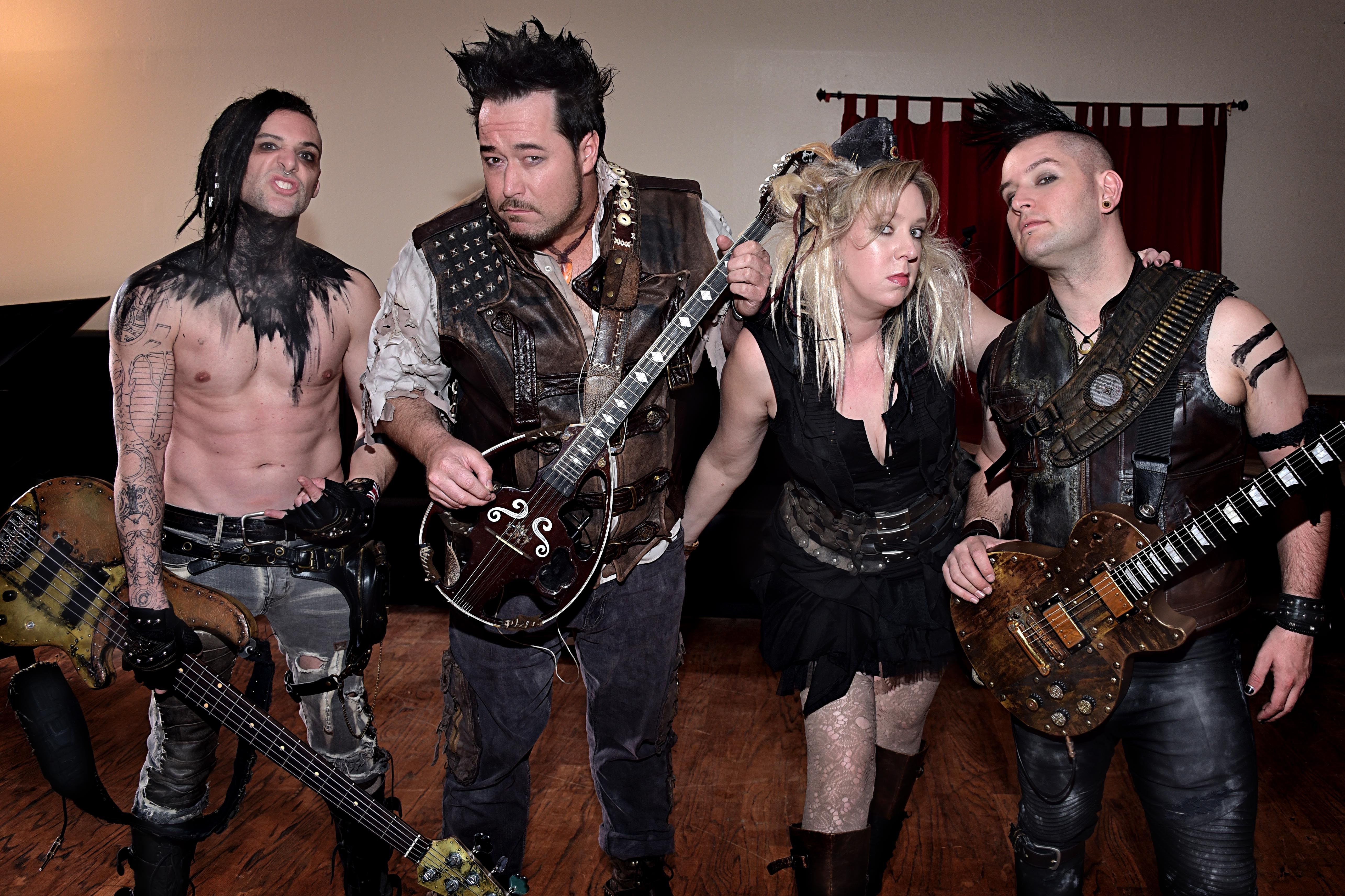
Abney Park Band en Torrance, California el 25 de debrero de 2017

Abney Park es una banda estadounidense procedente de Seattle, Washington, formada en 1997 por Robert Brown  originalmente como una banda gótica, Abney Park toma su nombre de un antiguo cementerio Londinense.

## Historia
En 1998 lanzaron su primer álbum titulado Abney Park, en 1999 lanzaron Return to the Fire, su tercer álbum Cemetery Number 1 recopila canciones de los dos álbumes anteriores y algunas nuevas, las canciones “The Change Cage” “Black Day” y “No Life” alcanzaron primer lugar en listas de música industrial, Darkwave y Black metal respectivamente. La banda mantuvo su estilo gótico hasta 2002 con el lanzamiento de From dreams or Angels.
En 2005, la banda lanzó Taxidermy con versiones nuevas de canciones de los álbumes anteriores, tres en vivo y dos covers (White Wedding de Billy Idol y Creep de Radiohead). En 2006, con el lanzamiento de The dead of tragedy la banda cambió a un estilo world music, a raíz de estos cambios se retiraron Traci Nemeth, Krzysztof Nemeth y Robert Hazelton, e ingresaron Magdalena Veen, Jean-Paul Mayden y Nathaniel Johnstone, poco tiempo después Jean-Paul salió de la banda y fue reemplazado por Daniel Cederman. 

### Conversión al Steampunk
A principios de 2005, Abney Park cambió su imagen, como parte de este cambio los integrantes de la banda se interpretan a sí mismos como personajes de una historia fictícia. Según esta, el avión en el que viajaban chocó contra un dirigible viajero en el tiempo, el HMS Ophelia del doctor Calgori (tal vez una referencia a la película muda de 1920, El gabinete del doctor Caligari); en una extraña tormenta. La banda decide apoderarse de la embarcación y convertirse en “los piratas del aire” (Airship pirates), y reunir a los miembros sobrevivientes del accidente. Gran parte de su música desde ese momento se ha basado en torno a esta historia.
En 2008, Magdalene dejó la banda y fue reemplazada por Finn Von Claret. Ese mismo año la banda lanzó Lost Horizons, su primer álbum de temática steampunk. Finn se retiró en 2009 para formar Imaginary Daughter. Jody Ellen se unió a la banda poco después y presentaron su primer show en Dragoncon. Ese mismo año la banda lanzó Æther Shanties, su décimo álbum. Nathaniel Johnstone se unió en marzo de 2010 mientras trabajan en nuevas canciones aún sin nombrar para su siguiente álbum. The End Of Days fue lanzado el 15 de octubre de 2010, a finales de 2011 Nathaniel dejó la banda y fue reemplazado por Titus Munteanu. El 11 de abril de 2014 Jody anunció que dejaría la banda para enfocarse en su carrera como solista. El 20 de junio de 2014 Daniel Cederman anunció que dejaría la banda por un puesto de decano de ciencia militar en la Universidad Hofstra en la ciudad de Nueva York y para poder pasar más tiempo con su hija, luego fue reemplazado por Derek Brown. El 3 de junio de 2015 Titus dejó la banda y fue reemplazado por Mitchell Drury el 13 de julio.

### Popularidad
Abney Park ha aparecido en varios medios de comunicación y ha sido entrevistada en varias convenciones, revistas y páginas web,
 ha sido destacada en MTV y G4TV como ejemplo principal del steampunk en el escenario musical, también ha participado en varios festivales, incluyendo World Steam Expo, Dragon Con, WGW, Utah Dark Arts, Bats Day, Convergence, Festival Ravenwood, Masque and Veil, Queen Mary Pyrate Daze, Maker Faire en la Bahía de San Francisco, Steamcom y Wild Wild West Steampunk Convention, También han estado dos veces en la Grand Canadian Steampunk Exposition en Ontario, Canadá. Algunas de sus canciones aparecen en varios CDs compilados, incluyendo An Age Remembered: A Steampunk and Neo-Victorian Mix de Gilded Age Records, The Unquiet Grave vol. III de Cleopatra Records, A Sepiachord Companion de Sepiachord, Annihilation and Seduction de BLC Productions, Eighteen (Eighteen NW Bands Benefit CD) de Squish Me Down Records.
Su música ha sido parte de la banda sonora de algunas películas como Insomnis Amour, Goth, y Lord of the Vampires. La canción "Sleep Isabella" aparece en la serie True Blood (temporada 5 episodio 4).

## Discografía
- Abney Park (1998)
- Return to the Fire (1999)
- Cemetery Number 1 (2000)
- From Dreams or Angels (2001)[29]
- Taxidermy (2005)[30]
- The Death of Tragedy (2005)[31]
- Lost Horizons (2008)
- Dark Christmas (2009)
- Æther Shanties (2009)
- The End of Days (2010)
- Off The Grid (2011)
- Ancient World (2012)
- Through Your Eyes on Christmas Eve (2012)[32]
- The Circus At The End Of The World (2013)
- Live At The End Of Days (2014)
- Nomad (2014)
- Wasteland (2015)
- Under the Floor, Over the Wall (2016)[33]
- Nonfiction (2016)
- Crash (2017)